# Kanyarwanda Ier du Rwanda
 (mai 2025).
Si vous disposez d'ouvrages ou d'articles de référence ou si vous connaissez des sites web de qualité traitant du thème abordé ici, merci de compléter l'article en donnant les références utiles à sa vérifiabilité et en les liant à la section « Notes et références ».
Kanyarwanda Ier  est le deuxième mwami du Rwanda.

## Biographie
Gahima Ier, également connu sous les noms de Kanyarwanda Ier, Kayima, Ghem, Khem, Kakama, Khm ou encore Ham, est présenté par les Abiru (en)  comme l’un des premiers mwami du Rwanda, supposément après le long règne de Gihanga, autour de la région de la source du Nil et au-delà.
Gahima Ier est considéré comme l’ancêtre commun des Tutsis et joue un rôle central dans l’unification des trois grands groupes composant la société rwandaise autochtone : les Tutsi, les Hutu et les Twa. Il n’est pas établi avec certitude que son règne ait eu lieu sur le territoire du Rwanda actuel, car des variantes de son nom apparaissent dans d’autres régions d’Afrique de l’Est, notamment en Ouganda, en Tanzanie, et en Égypte où il est connu sous les noms de Kayima ou Kham, ces pays le revendiquant également comme figure royale ancestrale. Certains courants de pensée l’identifient aussi à Cham (Ham), l’un des fils de Noé mentionnés dans la Bible. Dans la théogonie et la mythologie rwandaises, le grand-père maternel de Gahima est nommé Rurenge, un nom qui signifie littéralement une entité au « grand pied ».